# 2С23 «Нона-СВК»
2С23 «Нона-СВК» — радянська батальйонна самохідна артилерійська установка, призначена для Морської Піхоти ,  основною зброєю якої є міномет-гармата калібру 120 мм.

## Розробка
Розроблена в конструкторському бюро Пермського машинобудівного заводу імені Леніна під науковим керівництвом климовського Центрального науково-дослідного інституту точного машинобудування і горьковского Центрального науково-дослідного інституту «Буревісник» на базі шасі плаваючого колісного бронетранспортера БТР-80. САУ 2С23 «Нона-СВК» призначена для ураження живої сили, артилерійських і мінометних батарей, ракетних установок, броньованих цілей, вогневих засобів та пунктів управління. Здатна вести прицільний вогонь без попередньої підготовки з закритих позицій і прямим наведенням. Можлива стрільба всіма видами 120-мм мін російського і закордонного виробництва.

## Оператори
- СРСР — перейшли до Росії
- Росія:
  - Сухопутні війська Росії — 30 одиниць 2С23, станом на 2016 рік[1]
  - Морська піхота Росії — 12 одиниць 2С23, станом на 2016 рік[2]
- Венесуела — 13 одиниць 2С23, станом на 2016 рік[3]. 18 2С23 поставлено з Росії в період з 2011 по 2012 рік.[4]
- Україна — 9 одиниць (включаючи 8 трофейних) 2С23.[5][6][7]

## Бойове застосування

### Чечня
Вперше САУ «Нона-СВК» були використані під час Першої чеченської кампанії, де ними підсилювались мотострілецькі батальйони. Разом з полковою і дивізійною артилерією зазвичай використовувались для придушення та знищення вогневих точок чеченських підрозділів, що були облаштовані в міській забудові.

### Російсько-українська війна
Під час конфлікту на Донбасі як мінімум 5 одиниць САУ «Нона-СВК» були помічені на кордоні з Україною в Новошахтинську. Восени 2014 року САУ «Нона-СВК» спостерігалися в контрольованому на той час проросійськими формуваннями Луганську, поряд із військовослужбовцями 61-ї бригади морської піхоти РФ.
27 березня 2022 року російські загарбники кинули свій міномет 2С23 «Нона-СВК».
В результаті наступу на початку вересня 2022 року в районі Ізюма на Харківщині, українська армія поповнилася сотнями одиниць трофейної російської техніки. Зокрема великою кількістю 152-мм самохідних артустановок «Мста-С», причому модернізованих, та навіть 120-мм самохідний міномет «Нона-СВК».
В лютому 2023 року стало відомо, що українські військові застосовують американські 120-мм міни M1101 для стрільби з трофейних причіпних гаубиць 2Б16 «Нона-К» та самохідних мінометів 2С23 «Нона-СВК».

## Галерея

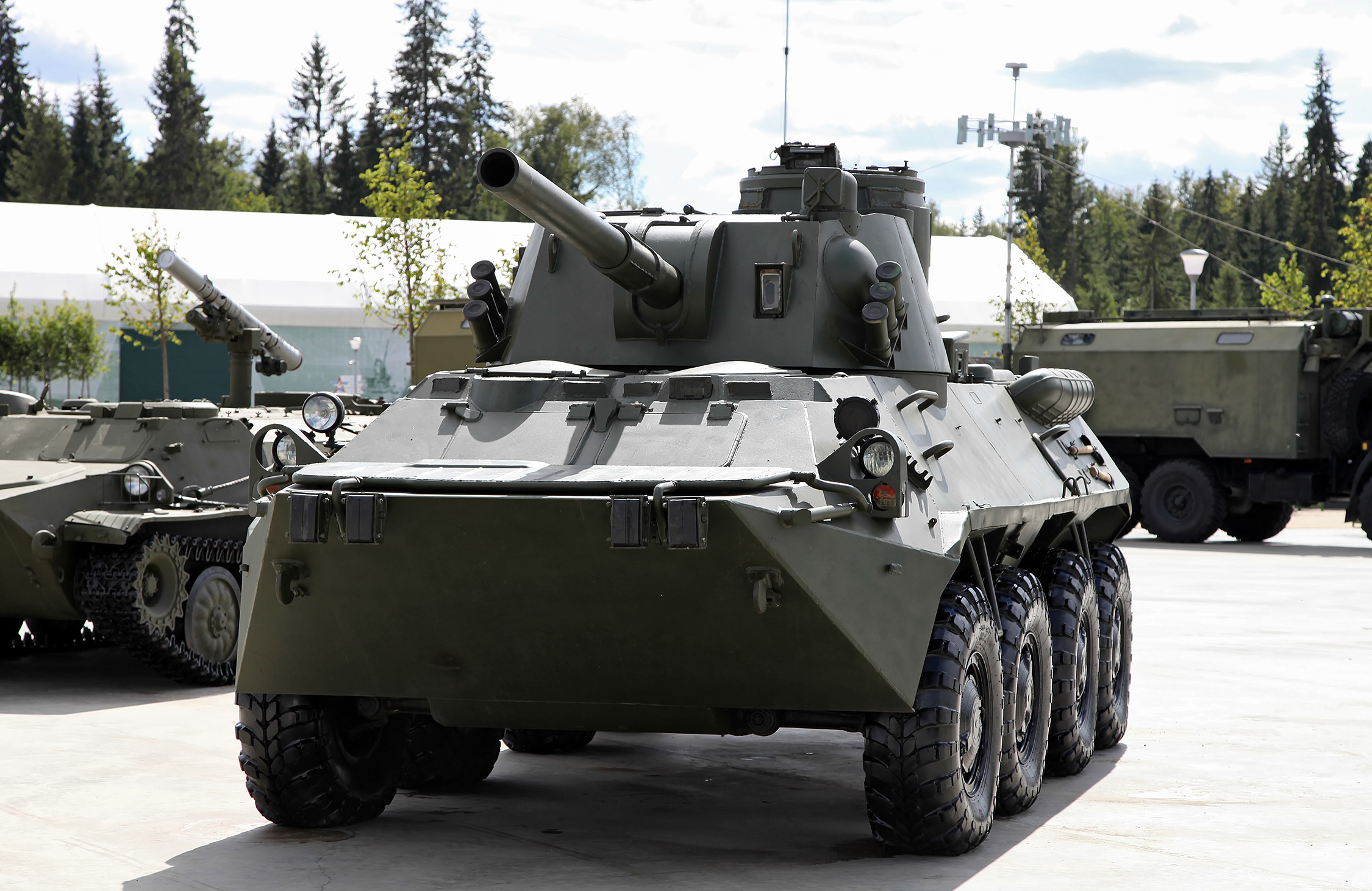
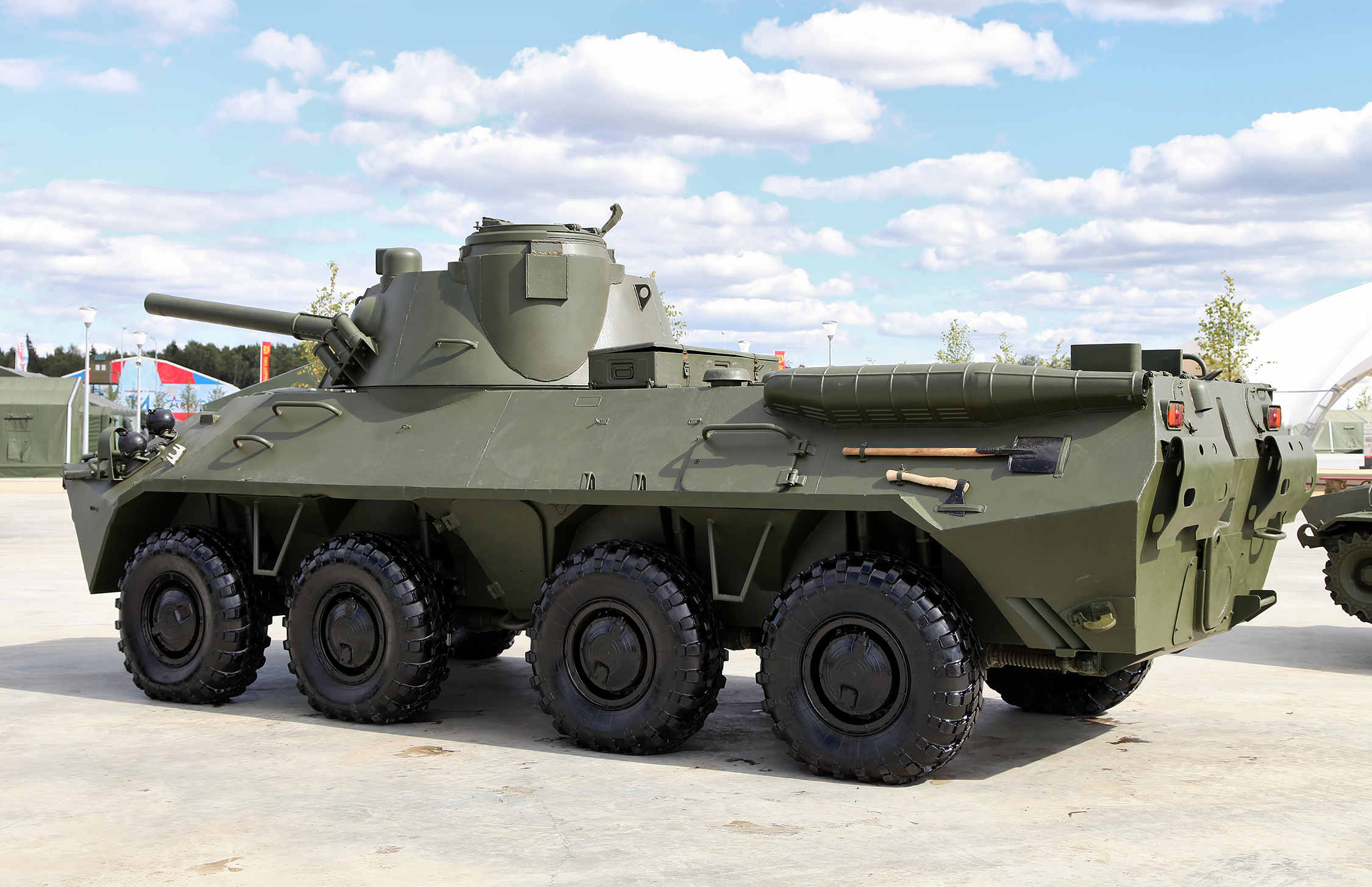